# Pseudomyrophis micropinna
Pseudomyrophis micropinna är en fiskart som beskrevs av Wade, 1946. Pseudomyrophis micropinna ingår i släktet Pseudomyrophis och familjen Ophichthidae. IUCN kategoriserar arten globalt som livskraftig. Inga underarter finns listade i Catalogue of Life.